# Mesh-metal
Mesh-metal är ett begrepp inom musikens metalgenre för att beskriva en musikstil med karaktäristiskt aggressivt riff, som bygger på polyrytmik eller metrisk modulation. I de flesta fall bygger riffen på att alla instrument rytmiskt unisont spelar någon form av udda taktart, vilken kontrasteras med tydligt markerade fjärdedelar på en cymbal och ofta även av en 2/4 på virvel – detta då medan bastrummorna följer gitarr- och basrytmiken. Det finns en mängd band som spelar denna typ av tekniskt komplicerad musik, och det mest renommerade bandet är Meshuggah.